# Holum (Noorwegen)
Holum is een voormalige gemeente in het zuiden van Noorwegen. De gemeente werd gevormd in 1838 en werd in 1964 gevoegd bij Mandal. Deze laatste ging in 2020 op in Lindesnes. Het gemeentebestuur van Holum was gevestigd in Krossen. Daar staat ook de parochiekerk uit 1825.